# 義軒琴經
《義軒琴經》，古琴谱。明张一亨撰辑。年代不详，

## 琴谱内容
琴谱分上下两卷，前署济南张一亨仲春谱定，谱前有目錄、字诀、杂说等篇。两卷共计三十三曲琴曲。